# RegioSprinter

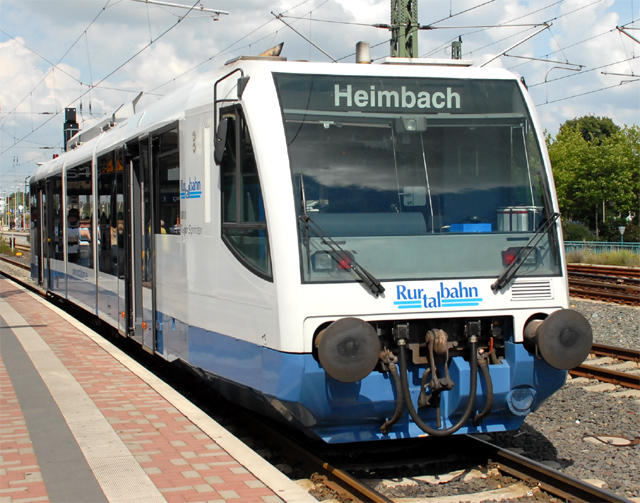
Rurtalbahn VT 6.11 op 9 juni 2007 te Düren

De RegioSprinter werd door Düwag ontworpen voor het lokaal personenvervoer. Door de voortdurende technische gebreken besloot Siemens dit type trein te vervangen door de RegioSprinter 2 die later de naam Desiro kreeg.
De treinen werden aangeschaft door:
- Dürener Kreisbahn (DKB).
- Vogtlandbahn (VBG).
- Lyngby-Nærum Jernbane (LNJ).
- Rurtalbahn (RTB)